# U 107 (1940)
U 107 (1940) byla německá ponorka dalekého dosahu typu IX B postavená před 2. světovou válkou pro německé válečné námořnictvo (Kriegsmarine). V období leden 1941 až srpen 1944 vyplula na 16 bojových plaveb. U 107 potopila 39 spojeneckých lodí (37 o celkové tonáži 207 375 BRT a 2 válečné o celkové tonáži 10 411 BRT) a poškodila čtyři lodě (3 o celkové tonáži 17 392 BRT a 1 válečnou o celkové tonáži 8 246 BRT). Do služby byla uvedena 2. července 1941 v přístavu Lorient s posádkou o 53 mužích pod velením Günthera Hesslera. Dalšími veliteli byli Harald Gelhaus, Valker Simmermacher a posledním velitelem byl Karl Heinz Fritz.

## Konstrukce
Ponorka U 107 byla objednána 6. prosince 1939 v loděnicích Deutsche Schiff- und Maschinenbau Aktiengesellschaft (Deschimag) pod výrobním číslem 970. Na vodu byla spuštěna 2. července 1940. Do služby byla zařazena 8. října 1940. Typ IX B byla delší než původní ponorky typu IX. Na hladině měla výtlak 1 051 tun, při ponoření 1 178 tun. Ponor byl 4,7 m, výška 9,6 m. Pohon tvořily dva devíti válcové diesel motory MAN M 9 V 40/46 o celkovém výkonu 4 400 PS (3 240 kW) k pohonu na hladině a dobíjení baterií. K plavbě pod vodu sloužily dva elektromotory Siemens-Schuckert 2 GU 345/34 o celkovém výkonu 1000 PS (740 kW). Dvě lodní hřídele poháněly ponorku pomocí lodních šroubů o průměru 1,92 m. Mohla se potopit a plout až 230 m pod hladinou moře. Její maximální rychlost byla 18,2 uzlů (33,7 km/h) na hladině a 7,3 uzlů (13,5 km/h) pod hladinou. Dosah byl 12 000 námořních mil (22 000 km) při rychlosti 10 uzlů (19 km/h), pod vodou při rychlosti 4 uzly (7,4 km/h) urazila 64 námořních mil (119 km).

## Historie služby
U 107 od 8. října 1940 do 31. prosince 1940 byla zařazena k jako výcviková ponorka 2. ponorkové flotily–školní ve Wilhelmshavenu. Od 1. ledna 1941 do potopení 18. srpna 1944 byla převelena pod 2. ponorkovou flotilu (německy 2. U-Flottille, anglicky 2nd U-boat Flotilla) ve Wilhelmshaven pak v Lorientu ve Francii. Během své služby se zúčastnila 15 vlčích smeček.

### První bojová plavba
Na první bojovou plavbu ponorka U 107 vyplula z Wilelmshavenu 24. ledna 1941 a vrátila se 1. března 1941 do Lorientu. Operační prostor byl v severním Atlantiku západně od Irska a potopila lodě o celkové tonáži 18 482 BRT.
| Datum         | Jméno          | Příslušnost | Tonáž [BRT] | Konvoj | Pozice          |
| ------------- | -------------- | ----------- | ----------- | ------ | --------------- |
| 3. únor 1941  | Empire Citizen | UK          | 4 683       | OB 279 | 58°12′N 23°22′W |
| 3. únor 1941  | Crispin        | Royal Navy  | 5 051       | OB 279 | 56°38′N 20°05′W |
| 6. únor 1941  | Maplecourt     | Kanada      | 3 388       | SC 20  | 57°33′N 17°24′W |
| 23. únor 1941 | SS Manistee    | Royal Navy  | 5 360       | OB 288 | 58°13′N 21°33′W |

### Druhá bojová plavba
Na druhou bojovou plavbu U 107 vyplula 29. března 1941 z Lorientu a vrátila se 2. července 1941. Během druhé bojové plavby v jižním Atlantiku potopila 14 lodí o celkové tonáži 86 699 BRT. Dlouhá mise moha být uskutečněna díky zásobovacím lodím, které ponorkám doplňovaly palivo, potraviny a torpéda. 3. května 1941 zásobovací loď Nordmark dodala palivo a proviant a mezi 9. a 10. květnem zásobovací loď Egerland doplnila palivo a torpéda.
| Datum           | Jméno            | Příslušnost | Tonáž [BRT] | Konvoj | Pozice          |
| --------------- | ---------------- | ----------- | ----------- | ------ | --------------- |
| 8. dubna 1941   | Helena Margareta | UK          | 3 316       | OG 57  | 33°00′N 23°52′W |
| 8. dubna 1941   | Eskdene          | UK          | 3 829       | OG 57  | 34°43′N 24°21′W |
| 9. dubna 1941   | Harpathian       | UK          | 4 671       | OG 57  | 32°22′N 22°53′W |
| 9. dubna 1941   | Duffield         | UK          | 8 516       | OG 57  | 31°13′N 23°24′W |
| 21. dubna 1941  | Calchas          | UK          | 10 305      |        | 23°50′N 27°00′W |
| 30. dubna 1941  | Lassell          | UK          | 7 417       | OB 309 | 12°55′N 28°56′W |
| 17. května 1941 | Marisa           | Nizozemsko  | 8 029       |        | 06°10′N 18°09′W |
| 18. května 1941 | Piako            | UK          | 8 286       |        | 07°52′N 14°57′W |
| 27. května 1941 | Colonial         | UK          | 5 108       | OB 318 | 09°13′N 15°09′W |
| 28. května 1941 | Papalemos        | Řecko       | 3 748       |        | 08°06′N 16°18′W |
| 31. května 1941 | Sire             | UK          | 5 664       |        | 08°50′N 15°30′W |
| 1. června 1941  | Alfred Jones     | UK          | 5 013       | OB 320 | 08°00′N 15°00′W |
| 8. června 1941  | Adda             | UK          | 7 816       | OB 323 | 08°30′N 14°39′W |
| 13. června 1941 | Pandias          | Řecko       | 4 981       |        | 07°49′N 23°28′W |

### Třetí bojová plavba
Na třetí bojovou plavbu U 107 vyplula 6. září 1941 z Lorientu a vrátila se 11. listopadu 1941. Operační prostor byl v centrální části Atlantiku, u Kanárských ostrovů, Kapverdských ostrovů, Freetownu. Byla součástí vlčí smečky Störtebecker, v blízkosti Sierra Leone objevila konvoj SL 87, který se skládal z jedenácti parníků. Při útoku na konvoj 21. září 1941 měl potíže s diesel motorem, proto se stáhl a znovu se zúčastnil útoku o dva dny později. U 107 potopila 3 lodě o celkové tonáži 13 641 BRT.
| Datum         | Jméno     | Příslušnost | Tonáž [BRT] | Konvoj | Pozice          |
| ------------- | --------- | ----------- | ----------- | ------ | --------------- |
| 24. září 1941 | Dixcove   | UK          | 3,790       | SL 87  | 31°12′N 23°41′W |
| 24. září 1941 | Lafian    | UK          | 4,876       | SL 87  | 31°12′N 23°32′W |
| 24. září 1941 | John Holt | UK          | 4,975       | SL 87  | 31°12′N 23°32′W |

### Čtvrtá bojová plavba
Na třetí bojovou plavbu U 107 vyplula 10. prosince 1941 z Lorientu a vrátila se 26. prosince 1941. Operační prostor v Atlantském oceánu západně od Španělska a Gibraltaru. Nebyly potopeny ani poškozeny žádné lodě.

### Pátá bojová plavba
Na pátou bojovou plavbu U 107 vyplula 7. ledna 1942 z Lorientu a vrátila se 3. března 1942. Operační prostor v západní části Atlantského oceánu u východního pobřeží USA. U 107 potopila dvě lodě o celkové tonáži 10 850 BRT a jednu poškodila o celkové tonáži 10 068 BRT. 23. února 1942 ponorka U 564 poskytla ponorce U 107 10 m3 paliva.
| Datum          | Jméno         | Příslušnost | Tonáž [BRT] | Konvoj | Pozice                    |
| -------------- | ------------- | ----------- | ----------- | ------ | ------------------------- |
| 31. leden 1942 | San Arcadio   | UK          | 7 419       |        | 38°10′N 63°50′W           |
| 6. únor 1942   | Major Wheeler | USA         | 3 431       |        | Východně od Cap Hatteras  |
| 21. únor 1942  | Egda          | Norsko      | 10 068      | ON 65  | 41°12′N 52°55′W poškozena |

### Šestá bojová plavba
Na šestou bojovou plavbu U 107 vyplula 21. dubna 1942 z Lorientu a vrátila se 11. července 1942. Operační prostor v západní části Atlantského oceánu u východního pobřeží USA, od Kuby, Jamajky až po New York bylo potopeno 7 lodí o celkové tonáži 27 018 BRT. 27. až 18. června 1942 ponorka U 459 poskytla ponorce U 107 43 m3 paliva.
| Datum           | Jméno         | Příslušnost | Tonáž [BRT] | Konvoj | Pozice          |
| --------------- | ------------- | ----------- | ----------- | ------ | --------------- |
| 29. květen 1942 | Western Head  | UK          | 2 599       |        | 19°57′N 74°18′W |
| 1. červen 1942  | Bushranger    | Panama      | 4 536       |        | 18°15′N 81°25′W |
| 7. červen 1942  | Castilla      | Honduras    | 3 910       |        | 20°15′N 83°18′W |
| 8. červen 1942  | Suwied        | USA         | 3 249       |        | 20°00′N 84°48′W |
| 10. červen 1942 | Merrimack     | USA         | 2 606       |        | 19°47′N 85°55′W |
| 19. červen 1942 | Cheerio       | USA         | 35          |        | 18°02′N 67°40′W |
| 26. červen 1942 | Jagersfontein | Nizozemsko  | 10 083      |        | 31°56′N 54°48′W |

### Sedmá bojová plavba
Na sedmou bojovou plavbu U 107 vyplula 15. srpna 1942 z Lorientu a vrátila se 18. listopadu 1942. Operační prostor v centrální části Atlantského oceánu, západně od Lisabonu, Kanárských ostrovů, Kapvedských ostrovů až k Sierra Leone, Freetownu. U 107 se účastnila vlčí smečky Blücher, potopila 3 lodě o celkové tonáži 23 508 BRT. 25. září 1942 ponorka U 460 poskytla ponorce U 107 63 m3 paliva a proviant, 3. listopadu 1942 ponorka U 462 poskytla ponorce U 107 42 m3 paliva.
| Datum         | Jméno          | Příslušnost | Tonáž [BRT] | Konvoj | Pozice          |
| ------------- | -------------- | ----------- | ----------- | ------ | --------------- |
| 22. září 1942 | Hollinside     | UK          | 4 172       |        | 38°00′N 09°00′W |
| 22. září 1942 | Penrose        | UK          | 4 393       |        | 38°00′N 09°00′W |
| 7. říjen 1942 | Andalucia Star | UK          | 14 943      |        | 06°38′N 15°46′W |

### Osmá bojová plavba
Na osmou bojovou plavbu U 107 vyplula 30. ledna 1943 z Lorientu a vrátila se 25. března 1943. Operační prostor v střední části Atlantského oceánu u pobřeží Portugalska, Azorských ostrovů a Maroka. U 107 potopila 5 lodí o celkové tonáži 25 177 BRT a zúčastnila se vlčích smeček Hartherz, Delphin a Robbe. 4. března a 22. března 1943 byly na ponorku U 107 podniknuty útoky spojeneckých letadel.
| Datum           | Jméno             | Příslušnost | Tonáž [BRT] | Konvoj | Pozice          |
| --------------- | ----------------- | ----------- | ----------- | ------ | --------------- |
| 22. únor 1943   | Roxborough Castle | UK          | 7 801       |        | 38°12′N 26°22′W |
| 13. března 1943 | Oporto            | UK          | 2 352       | OS 44  | 42°45′N 13°31′W |
| 13. března 1943 | Marcella          | UK          | 4 592       | OS 44  | 42°45′N 13°31′W |
| 13. března 1943 | Sembilangan       | Nizozemsko  | 4 990       | OS 44  | 42°45′N 13°31′W |
| 13. března 1943 | SS Clan Alpine    | UK          | 5 442       | OS 44  | 42°45′N 13°31′W |

Konvoj OS 44 měl 48 lodí

### Devátá bojová plavba
Na devátou bojovou plavbu U 107 vyplula 24. dubna 1943 z Lorientu a vrátila se 26. května 1943. Operační prostor v severní části Atlantiku, Neufundlandu. U 107 potopila 1. května 1943 loď Port Victor o celkové tonáži 12 411 BRT a zúčastnila se vlčích smeček Amsel a Elbe. 17. května 1943 ponorka U 231 poskytla ponorce U 107 21 m3 paliva.

### Desátá bojová plavba
Na desátou bojovou plavbu U 107 vyplula 28. července 1943 z Lorientu a vrátila se 3. října 1943. Operační prostor v západním Atlantiku u východního pobřeží Spojených států. U Charlestonu (Jižní Karolína) položila 12 námořních min.
| Datum          | Jméno           | Příslušnost | Tonáž [BRT] | Konvoj | Pozice                   |
| -------------- | --------------- | ----------- | ----------- | ------ | ------------------------ |
| 28. srpen 1943 | Albert Gallatin | USA         | 7 176       |        | poškozen                 |
| 11. září 1943  | SS Rapidan      | US Navy     | 8 246       | NG 385 | 32°39′N 79°43′W poškozen |

### Jedenáctá bojová plavba
Na jedenáctou bojovou plavbu U 107 vyplula 10. listopadu 1943 z Lorientu a vrátila se 12. listopadu 1943 do St. Nazaire kvůli opravám. Odtud vyplul 16. listopadu a vrátil se 8. ledna 1944 do Lorientu. Operační prostor v Atlantském oceánu u mysu Finisterre, mys St. Vincent a západní části Biskajského zálivu. U 107 se zúčastnila vlčích smeček Weddigen, Coronel, Coronel 3 a Borkum. Na této plavbě už byla vybavena schnorchelem. U 107 nepotopila ani nepoškodila žádnou loď.

### Dvanáctá bojová plavba
Na dvanáctou bojovou plavbu U 107 vyplula 30. dubna 1944 z Lorientu a vrátila se 2. května 1944 zpět pro potíže se schnorchelem. Znovu vyplula 10. května 1944 a vrátila se do Lorientu 23. července 1944. Operační prostor v západní části Atlantiku u pobřeží Kanady a USA: Nova Scotia, Neufundland a u New Yorku. 13. června byla poškozena plachetnice USA o celkové tonáži 148 BRT.

### Třináctá bojová plavba
Na třináctou bojovou plavbu U 107 vyplula 16. srpna 1944 z Lorientu a byla potopena 18. srpna 1944 v Biskajském zálivu západně La Rochelle hydroplánem Sunderland britské 201. eskadry. Všech 58 členů posádky zahynulo.

### Vlčí smečky
- Störtebecker (5.–7. listopad 1941)
- Seeräuber (14.–23. prosinec 1941)
- Blücher (23.–28. srpen 1942)
- Iltis (6.–23. září 1942)
- Hartherz (3.–7. únor 1943)
- Delphin (11.–14. únor 1943)
- Robbe (16. únor – 13. březen 1943)
- Amsel 2 (4.–6. květen 1943)
- Elbe (7.–10. květen 1943)
- Elbe 2 (10.–14. květen 1943)
- Weddigen (24. listopad – 7. prosinec 1943)
- Coronel (7.–8. prosinec 1943)
- Coronel 2 (8.–14. prosinec 1943)
- Coronel 3 (14.–17. prosinec 1943)
- Borkum (18.–30. prosinec 1943)